# Ruisseau de Saint-Bertrand
Le Ruisseau de Saint-Bertrand est une  rivière du sud de la France qui coule dans le département de l'Aude en région Occitanie, et un affluent droit de l'Aude.

## Géographie
Le Ruisseau de Saint-Bertrand est une rivière qui prend sa source sur la commune de Saint-Louis-et-Parahou sous le nom de Ruisseau de Saint-Louis et se jette dans l'Aude en rive droite sur la commune de Quillan dans le département de l'Aude.
La longueur de son cours d'eau est de 18,5 km.

### Communes traversées
Le Ruisseau de Saint-Bertrand traverse trois communes toutes dans le département de l'Aude : Saint-Julia-de-Bec, Saint-Louis-et-Parahou et Quillan.

## Affluents
Le Ruisseau de Saint-Bertrand a six tronçons affluents contributeurs référencés dont :
- le Ruisseau des Jordis : 2,2 km
- le Ruisseau de la Michone  : 1,7 km
- le Ruisseau d'Empeiruquo : 1,3 km
- le Ruisseau des Tuileries : 1,5 km
- le Ruisseau de la Jonquière : 1,6 km
- le Ruisseau de Mal Pas : 1,7 km
- le Ruisseau de Saint-Ferriol : 6,3 km